# محمدآقا
محمد بن عبدالمعین معروف به محمدآقا (زادهٔ ۱۵۴۰ – درگذشتهٔ ۱۶۱۷) معمار آلبانیایی‌تبار اهل امپراتوری عثمانی بود. شناخته‌ترین اثر او مسجد سلطان احمد (مشهور به «مسجد آبی») در استانبول است.

## فهرست منابع
- افندی، جعفر؛ کرین، هاوارد؛ قیومی بیدهندی، مهرداد (۱۳۹۵). رساله معماریه. تهران: فرهنگستان هنر. شابک ۹۷۸-۹۶۴-۲۳۲-۰۹۱-۲.